# Vito Tommaso
Vito Tommaso (Lucca, 1937) è un compositore e musicista italiano.

## Biografia
Inizia la sua carriera nel mondo della musica nel 1957, fondando insieme al fratello Giovanni ed altri due musicisti Il quartetto di Lucca, con cui pubblica due album con la RCA italiana e con cui rimane in attività per dieci anni sino al 1967, anno in cui il gruppo si scioglie per via degli impegni individuali dei singoli membri.
Vito Tommaso continua a lavorare per la RCA Italiana, per cui compone brani musicali per altri artisti fra cui Mia Martini per cui scrive Donna fatta donna (presente nell'album Sensi e controsensi), sigla della trasmissione radiofonica Ciao Domenica nel 1975. Già dagli anni settanta inizia a lavorare come musicista per televisione e cinema. Nel 1970 dirige l'orchestra della commedia musicale Alleluja brava gente di Garinei e Giovannini e scrive la colonna sonora del film Lacrime d'amore e dello sceneggiato I racconti di padre Brown. Nel 1972, insieme a Renato Rascel compone la colonna sonora del film d'animazione Un burattino di nome Pinocchio di Giuliano Cenci. Sino alla prima metà degli anni novanta è stato anche il direttore d'orchestra della Orchestra sinfonica nazionale della RAI.
A cavallo fra gli anni settanta e ottanta si specializza nella realizzazione di sigle televisive. Nel 1980 crea il gruppo dei Mini Robots, un coro di bambini, quasi tutti figli di suoi colleghi musicisti, con cui incide le sigle di vari cartoni animati come Gackeen, il robot magnetico, Space robot, Jet Robot, George della giungla e Kum Kum il cavernicolo (quest'ultimo con il nome de I piccoli Antenati). Inoltre compone anche per altri artisti dello stesso genere come i Superobots (Ken Falco e Grand Prix e il campionissimo) e Georgia Lepore (Peline Story). Sicuramente però il suo brano più celebre resta Profumo di mare interpretata da Little Tony e sigla del telefilm Love Boat.
Nel 2008, in occasione di un concerto commemorativo tenuto durante il Lucca Comics & Games, è stato pubblicato l'album Le sigle di papà, una raccolta delle più celebri sigle composte da Vito Tommaso.

### Vita privata
È fratello maggiore del bassista Giovanni Tommaso e padre dell'attore Michelangelo Tommaso.